# Bonkoro I
Bonkoro I Bodipo fue un rey del pueblo benga de la bahía de Corisco.
En la isla de Corisco y el territorio continental próximo vivía la etnia benga; la zona fue adquirida por España en 1843, cuando el 14 de marzo desembarcó en Corisco el oficial español Juan Jose Lerena y Barry que al día siguiente (15 de marzo de 1843) hizo un tratado (Tratado de Tika) con el rey benga Bonkoro I, por el que el rey ponía sus posesiones bajo protectorado español. Esto provocó una revuelta de los indígenas contra su rey, que huyó al Cabo San Juan. Un jefe rebelde (Imunga) se proclamó rey. Bonkoro I murió en 1857 en la zona de Cabo de San Juan y lo sucedió su hijo Bonkoro II.